# Reimar von Bonin
Reimar von Bonin (* 3. Oktober 1890 in Steglitz; † 18. Mai 1976 in Bad Liebenzell) war ein deutscher Konteradmiral und Marineattaché.

## Leben

### Herkunft
Reimar war der Sohn des preußischen Generals der Infanterie Henning von Bonin (1856–1923) und dessen Ehefrau Anna, geborene Löbbecke (* 1870).

### Militärkarriere
Bonin trat am 1. April 1908 als Seekadett in die Kaiserliche Marine ein und absolvierte seine Grund- und Seeausbildung auf dem Großen Kreuzer Hertha. Nach dem Besuch der Marineschule kam er Anfang Oktober 1910 an Bord des Linienschiffes Braunschweig und avancierte Ende September 1911 zum Leutnant zur See. Von August 1912 bis September 1913 diente Bonin als 2. Torpedooffizier auf dem Linienschiff Kaiser. Daran schloss sich eine Verwendung als Kompanie- und Wachoffizier bei der II. Torpedodivision in Wilhelmshaven sowie der VI. Torpedobootflottille an. Nach dem Beginn des Ersten Weltkriegs stieg Bonin Mitte September 1914 zum Oberleutnant zur See auf und war im Juli/August 1916 in Vertretung Flaggleutnant der II. Aufklärungsgruppe der Hochseeflotte. Im April 1917 wurde Bonin bei der VI. Torpedobootflottille Kommandant des Torpedobootes S 44. Im weiteren Kriegsverlauf übernahm er das Torpedoboot S 131, wurde Ende April 1918 Kapitänleutnant und wirkte als Chef der XI. Halbflottille. In dieser Eigenschaft überführte er sein Boot nach Kriegsende gemäß der Waffenstillstandsbedingungen nach Scapa Flow und befand sich nach der Selbstversenkung der Flotte ab dem 21. Juni 1919 in britischer Kriegsgefangenschaft.
Nach seiner Freilassung und Rückkehr nach Deutschland stand Bonin zunächst zur Verfügung des Chefs der Marinestation der Ostsee. Er wurde in die Reichsmarine übernommen und war von Ende Mai bis Anfang September 1920 Kompanieführer bei der Minenstammabteilung. Anschließend wurde er als Inspektionsoffizier an die Marineschule Mürwik versetzt. Vom 2. April 1922 bis zum 14. September 1924 diente Bonin als Admiralstabsoffizier im Stab der Marinestation der Nordsee. Daran schloss sich für ein Jahr eine Verwendung als Navigationsoffizier auf dem Kleinen Kreuzer Amazone an. Am 25. September 1925 erfolgte seine Ernennung zum Chef der 3. Torpedobootshalbflottille in Wilhelmshaven und in dieser Eigenschaft avancierte er am 1. April 1927 zum Korvettenkapitän. Am 4. Oktober 1927 wechselte Bonin als Pressereferent in das Reichswehrministerium nach Berlin. Von dort erfolgte am 15. März 1929 seine Versetzung als Organisationsreferent in der Flottenabteilung (A II) in das Marinekommandoamt (A) der Marineleitung. In dieser Position wurde er am 1. Oktober 1932 zum Fregattenkapitän befördert und nach der Umbenennung seines Bereichs in Marineorganisationsabteilung zum Abteilungschef ernannt. Nach seiner Beförderung zum Kapitän zur See wurde Bonin am 29. September 1934 als Chef des Stabes der Inspektion des Bildungswesens der Marine nach Kiel versetzt. Zugleich war er im Juli 1936 kurzzeitig mit der Vertretung des Inspekteurs, Vizeadmiral Alfred Saalwächter, beauftragt.
Im Juni 1937 folgte seine Kommandierung zur Information zum Oberkommando der Marine und am 1. Juli 1937 trat Bonin seine neue Stellung als Marineattaché an der deutschen Botschaft in Helsinki an. Zugleich verantwortete er zeitweise bis zu deren Besetzung im Zweiten Weltkrieg auch die baltischen Staaten Estland, Lettland und Litauen in dieser Funktion. Sehr enge Kontakte pflegte Bonin in dieser Zeit zum Oberbefehlshaber der finnischen Streitkräfte Carl Gustaf Emil Mannerheim (1867–1951) wegen des notwendigen Informationsaustausches während des finnischen Winterkrieges 1939/40 und ab Ende 1941 während der Belagerung Leningrads. Am 1. Januar 1941 erhielt Bonin das Patent als Konteradmiral. Mit Beendigung der freundschaftlichen Beziehungen zwischen Finnland und dem Deutschen Reich wurde Bonin am 13. September 1944 von seinem Posten abberufen.
Mit der Rückkehr nach Deutschland wurde Bonin im Herbst 1944 Kommandeur des Wehrbezirkskommandos Eutin. In gleicher Eigenschaft war er vom 1. Februar bis zum 4. April 1945 beim Wehrbezirkskommando Wien III und anschließend als Inspekteur der Marineausbildungsabteilungen in St. Wolfgang im Salzkammergut tätig. Mit Kriegsende geriet er in Kriegsgefangenschaft, aus der er am 31. März 1947 entlassen wurde.

### Autor und Übersetzer
Ab Mitte der 1950er Jahre arbeitete Reiner von Bonin mit dem Stuttgarter Günther Verlag zusammen. Hier gab er 1956 als Übersetzer den Roman von Edward L. Beach Tödliche Tiefen heraus. Bereits zu dieser Zeit arbeitete er gemeinsam mit mehreren anderen ehemaligen Marineoffizieren Wier, Kohtz, Okler und Ruprecht an einer Publikation zusammen. Diese erschien 1958 unter dem Titel Chronik des Seeoffiziersjahrgangs 1908, dem Bonin auch angehörte. Im gleichen Jahr erschien eine weitere Übersetzung, diesmal von dem Schriftsteller Ferdinand Lallemand der Roman Das Logbuch des Markos Sestig. Weitere Übersetzungen erschienen dann 1960 bis 1964. 1956 war er als Herausgeber an der Gründung der Blätter für deutsche und internationale Politik beteiligt.

## Schriften
- als Übersetzer
  - Edward L. Beach: Tödliche Tiefen. Günther Verlag, Stuttgart 1956.
  - Ferdinand Lallemand: Das Logbuch des Markos Sestig. Günther Verlag, Stuttgart 1958.
  - Hammond Innes: Das blaue Eis. Günther Verlag, Stuttgart 1960.
  - Edward L. Beach: Unter Wasser um den Erdball. Günther Verlag, Stuttgart 1964.
  - Eric Ambler: Ungebetene Gäste. Günther Verlag, Stuttgart 1964.
- als Mitautor
  - Chronik des Seeoffiziersjahrgangs 1908. Dokumentation, erschien zum 50. Jahrestag 1958.